# Khot
Khot (in armeno Խոտ) è un comune di 1 079 abitanti (2010) della Provincia di Syunik in Armenia.